# Fieseler
Fieseler (nume complet în limba germană: Gerhard Fieseler Werke-GFW) a fost o companie germană producătoare de avioane militare pentru Luftwaffe. Fieseler este cunoscută în special pentru construirea avioanelor Fieseler Fi 156 Storch și V-1, primele rachete de croazieră.

## Istoric
Compania a fost fondată în Kassel la 1 aprilie 1930 de renumitul pilot din primul război mondial și as al acrobației, Gerhard Fieseler. Acesta a cumpărat fabrica de planoare Segelflugzeugbau din Kassel pe care a redenumit-o Fieseler Flugzeugbau, unde începe producția de avioane sportive.
La început, Fieseler a proiectat și produs planoare pentru piloți renumiți din Germania, cum ar fi Musterle pentru pilotul Wolf Hirth și Wien și Austria pentru Robert Kronfeld, care timp de mai mulți ani, a fost cel mai mare planor construit vreodată.
În 1933, producția de aeronave sportive este mutată de la Ihringshausen la Bettenhausen în halele unei foste fabrici de muniții.
În anul 1934, Fiesler câștigă Campionatul Mondial de Acrobație Aviatică cu avionul F2 Tiger, construit la uzinele Fiesler.
Reichsluftfahrtministerium (RLM, Ministerul Aerului) a prezentat un caiet de sarcini în anul 1934 pentru un avion destinat recunoașterii aeriene, legăturii între diferite comandamente ale armatei sau la evacuarea răniților și dezvoltarea unui avion bombardier în picaj (Junkers Ju 87 - „Stuka”). Un an mai târziu este lansată producția avionului cu decolare și aterizare scurtă (STOL) Fieseler Fi 156 Storch, din care au fost produse peste 3 000 în cel de-al doilea război mondial.
În anul 1938, Fieseler Flugzeugbau primește distincția de companie model național-socialistă (NS-Musterbetrieb). La 1 aprilie 1939, firma este redenumită Gerhard Fieseler Werke GmbH.
RLM, Ministerul Aerului, înaintează în iunie 1942 o nouă comandă pentru dezvoltarea unui proiectil în formă de avion (Ferngeschoss in Flugzeugform). Racheta este proiectată de inginerul  Robert Lasser sub numele tehnic de Fieseler FZG-76, cunoscută sub denumirea de Vergeltungswaffe (arma răzbunării V-1).
Halele de producție Fiesler sunt puternic bombardate la 28 iulie 1943 de către aviația americană, și de Royal Air Force la 22 octobre 1943. Un nou raid al aviației americane în 19 aprilie 1944, distrug o mare parte a fabricii.
În anul 1947, forțele militare aliate încep desființarea uzinelor Fieseler, ca parte a planului de dezmembrare a complexului militar-industrial german.

## Avioane construite
- Fieseler F 1 „Tigerschwalbe” (Raab-Katzenstein RK-26): două locuri, antrenament, anii 1920;
- Fieseler Fi 2 „Tiger”: avion de acrobație cu un loc, monomotor, 1932
- Fieseler F 3 „Wespe“: două locuri, sportiv și turism, 1932
- Fieseler F 4: două locuri, monomotor, sportiv, 1932
- Fieseler Fi 5: două locuri, monomotor, pentru antrenament
- Fieseler Fi 97: 4 locuri, monomotor, 1934
- Fieseler Fi 98: bombardier în picaj
- Fieseler Fi 99 „Jungtiger”: două locuri, sportiv, 1938
- Fieseler Fi 103: V-1
- Fieseler Fi 156 „Storch”: avion de recunoaștere militar cu decolare și aterizare scurtă (STOL)
- Fieseler Fi 157: aeronavă fără pilot, rămas la nivel de prototip, 1937
- Fieseler Fi 158: cercetare și recunoaștere
- Fieseler Fi 166: avion de luptă cu decolare verticală
- Fieseler Fi 167: avion-torpilor și de recunoaștere dezvoltat pentru clasa Graf Zeppelin de portavioane, 1938
- Fieseler Fi 168: proiect
- Fieseler Fi 253 „Spatz”: civil, recunoaștere și transport
- Fi 256: versiune civilă cu cinci locuri; două aparate fabricate de Morane-Saulnier
- Fieseler Fi 333: transport, proiect
- Fieseler Fi 356: proiect, bazat pe Fi 156 [2]

### Sub licență
- Messerschmitt Bf 109
- Focke-Wulf Fw 190